# Služovice

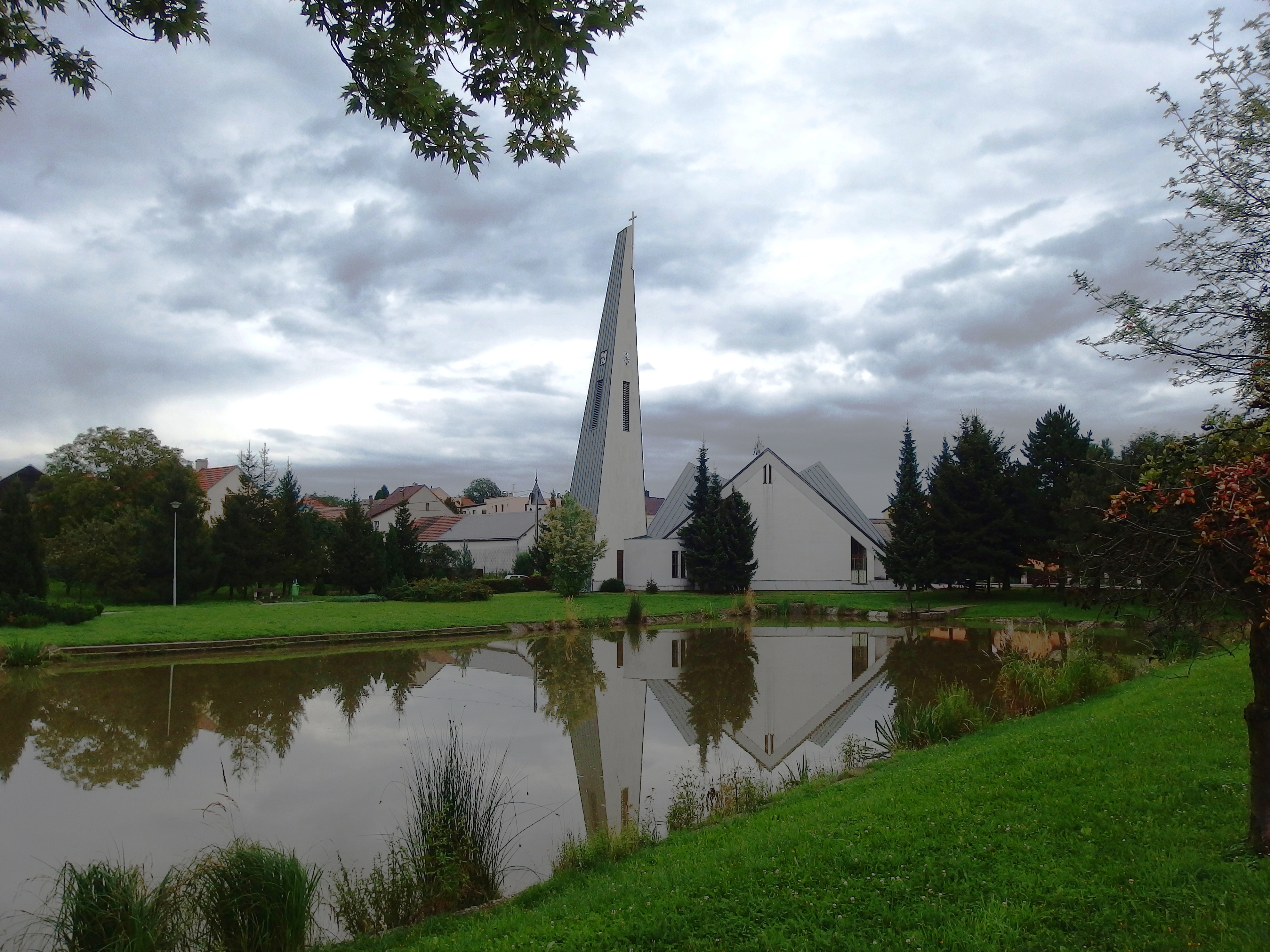
Feuerlöschteich und Kapelle Mariä Himmelfahrt

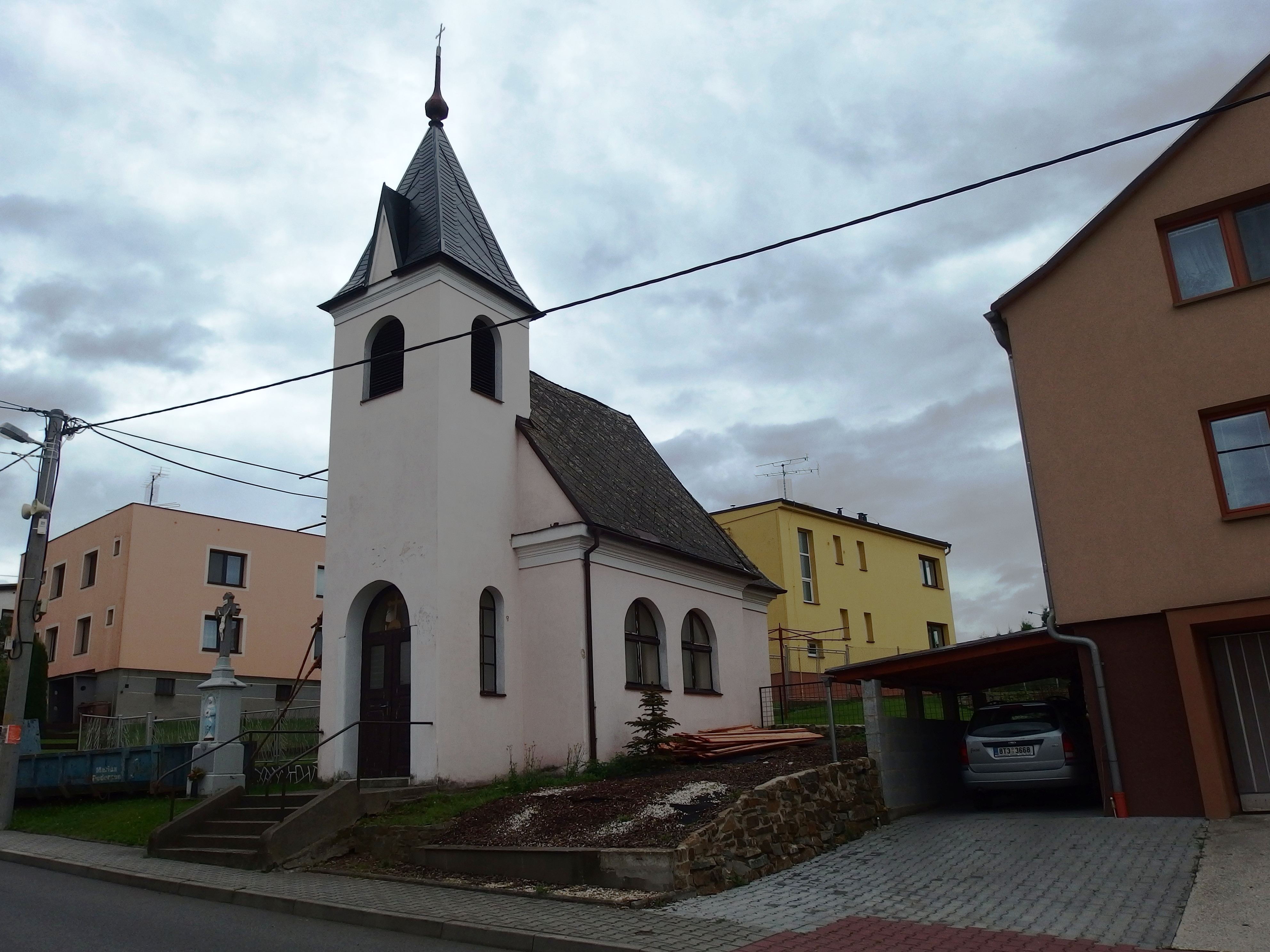
Kapelle Johannes des Täufers

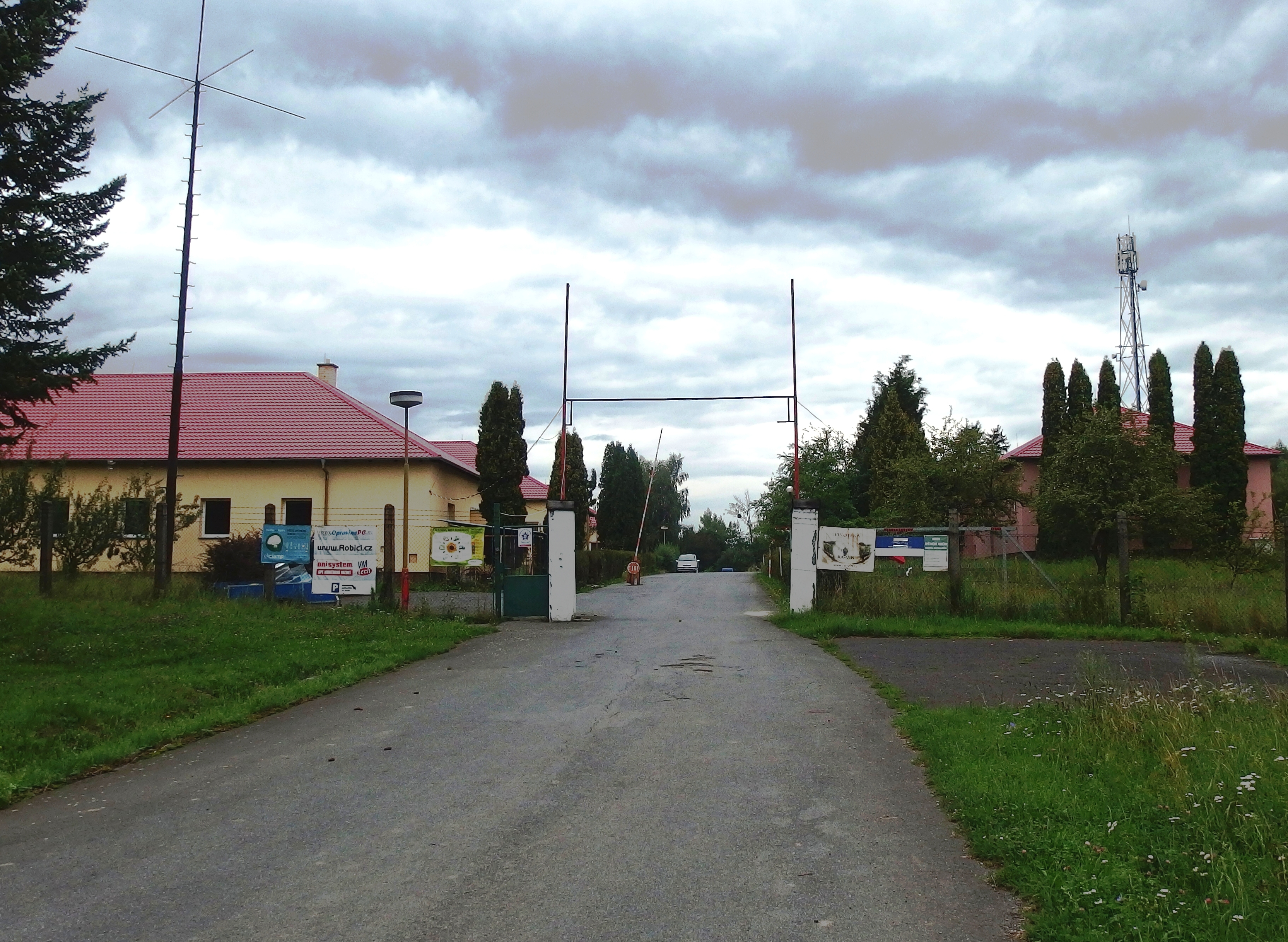
Ehemalige Kaserne

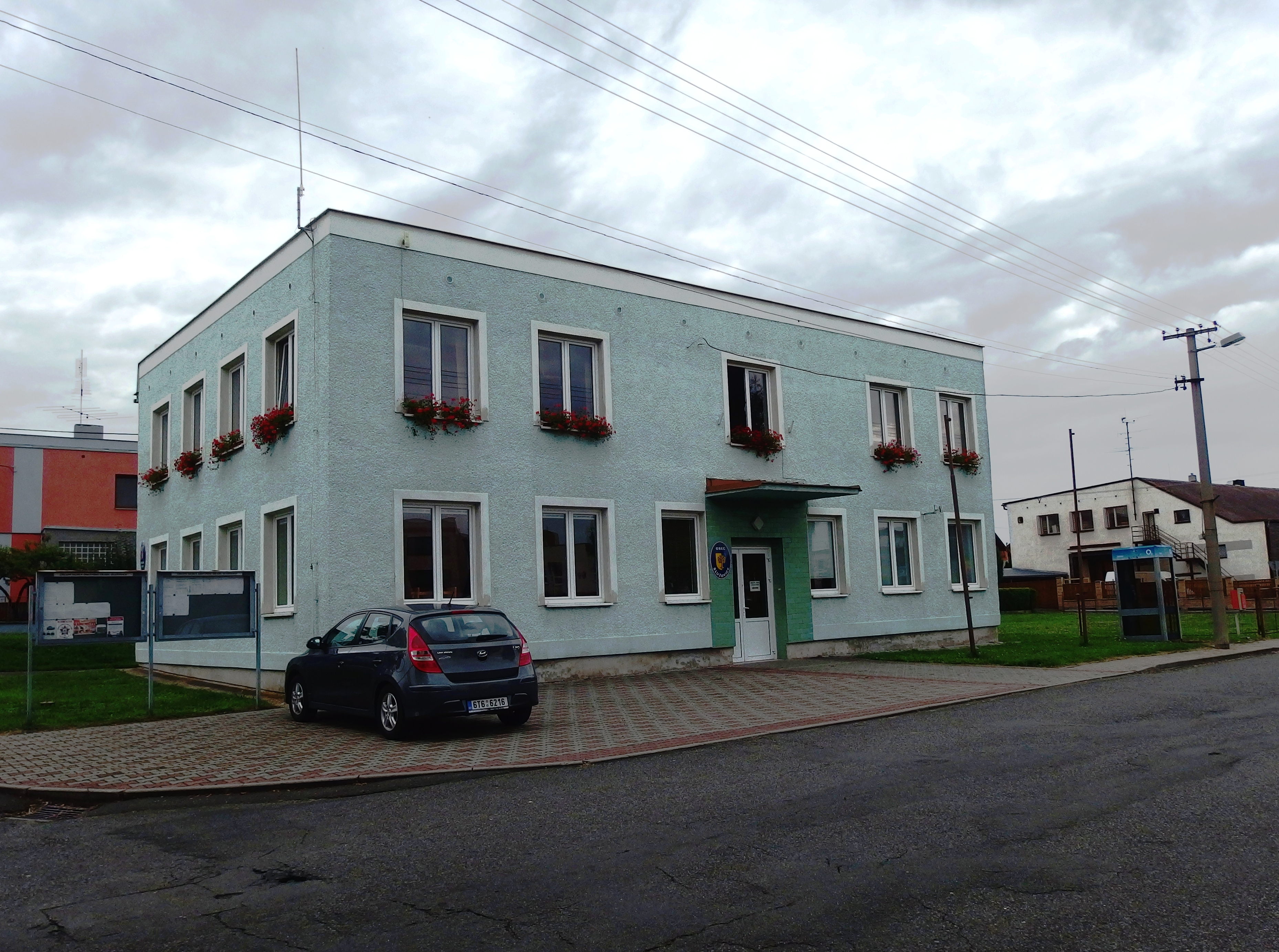
Gemeindeamt

Služovice (deutsch Schlausewitz) ist eine Gemeinde in Tschechien. Sie liegt neun Kilometer nordöstlich von Opava (Troppau) nahe der polnischen Grenze und gehört zum Okres Opava.

## Geographie
Das Angerdorf Služovice befindet sich an einem linken Zufluss zum Oldrišovský potok (Bilawoda) in der Hlučínská pahorkatina (Hultschiner Hügelland). Durch den Ort führt die Staatsstraße I/46 von Opava nach Sudice (Zauditz). Im Nordwesten erhebt sich der Almin kopec (315 m n.m.).
Nachbarorte sind Hněvošice (Schreibersdorf) im Norden, Rohov (Rohow) und Strahovice (Strandorf) im Nordosten, Kobeřice (Köberwitz) und Vrbka (Weidental) im Osten, Bílá Bříza (Weißbirken) und Svoboda (Swoboda) im Südosten, Nový Dvůr (Neuhof) und Kravaře (Deutsch Krawarn) im Süden, Chlebičov (Klebsch), Arnoštov (Ernsthof), Pusté Jakartice (Klingebeutel) und die Wüstung Frajhuby (Freihuben) im Südwesten, Oldřišov (Odersch) im Westen sowie Pilszcz-Osiedle, Ludmierzyce (Leimerwitz) und Rozumice (Rösnitz) im Nordwesten.

## Geschichte
Auf dem Gemeindegebiet bestand eine Siedlung der jungsteinzeitlichen Trichterbecherkultur aus der Zeit zwischen 2500 und 1800 V. Chr.
Die erste urkundliche Erwähnung von Sluziowicz erfolgte 1349 im Troppauer Stadtbuch, als das im Herzogtum Troppau gelegene Dorf zur Leistung des Brückenkorns – einer Naturalienabgabe für die Unterhaltung der städtischen Brücken und Wege – verpflichtet wurde. Zusammen mit Odersch gehörte Služovice zu den Besitzungen des Prämonstratenserklosters Hradisko, beide Dörfer bildeten ein gemeinsames Gut. Während der Hussitenkriege verlor das Kloster Hradisko seinen Besitz im Troppauer Land. Im Jahre 1430 hatte sich der Hussitenhauptmann Jan Tovačovský von Cimburg der beiden Dörfer bemächtigt. Später erlangten die Prämonstratenser beide Dörfer zurück, mussten diese jedoch wegen ständiger Streitigkeiten und finanziellen Nöten verkaufen. Im Jahre 1526 erwarb Ulrich Christoph Tworkowsky von Krawarn das Gut und errichtete in Odersch eine Feste. Im Zuge der Niederschlagung der Troppauer Rebellion wurde 1607 auch der Besitzer des Gutes Odersch, der Protestant Adam Odersky von Liderau (Oderský z Lidéřova) vertrieben. Služovice bestand zu dieser Zeit aus dem Herrenhof mit Brauerei, zehn Bauern, fünf Gärtnern und zwei Höflern. Der neue Grundherr Friedrich Sedlnitzky verlangte von den Untertanen unverhältnismäßige Robotdienste und ging gegen Ungehorsam mit Gefängnisstrafen vor. Die Gemeinden Odersch und Služovice klagten gegen Sedlnitzky, dessen Söhne das Gut 1612 an Karl von Danwitz veräußerte. Da dieser die Untertanen gleichermaßen auszubeuten versuchte, setzten die Gemeinden ihre Klage fort, bis von Danwitz zwei Jahre später Odersch verließ. 1614 entstand in Služovice ein Freihof, dessen erster Besitzer ein Herr von Skronsky war. Zu den nachfolgenden Besitzern des Freihofs gehörte der Protestant Friedrich von Tschammer, der am Ständeaufstand und dem dänischen Einfall in Schlesien beteiligt war und schließlich ermordet wurde. Der auf 3923 Taler taxierte Freihof wurde konfisziert. Beim Pestausbruch von 1625 starben der größte Teil der Einwohner. Letzter Besitzer des Freihofes war Christoph Sedlnitzky.
Nach dem Ende des Dreißigjährigen Kriegs erwarb Georg Stephan von Würben das Gut Odersch und Schlausewitz. Im Karolinischen Kataster von 1721 sind für Schlausewitz zehn Bauern und neun Gärtner aufgeführt; Besitzer der eingängigen Wassermühle und des Hofes war der Grundherr Johann Josef Gaschinsky von Gaschin. 1729 brannte die Kirche nieder; sie wurde im Jahr darauf durch einen hölzernen Neubau ersetzt.
Nach dem Ersten Schlesischen Krieg fiel Schlausewitz 1742 wie fast ganz Schlesien an Preußen. 1743 wurde das Dorf dem neugebildeten Kreis Leobschütz zugeordnet. Im Jahre 1795 kaufte Johann Nepomuk Graf Wilczek das Gut Wrbkau auf und schlug es der Herrschaft Odersch zu. Im Zuge der Kreisreform vom 1. Januar 1818 wurde Schlausewitz dem Kreis Ratibor zugewiesen. Weitere Grundherren waren ab 1819 Ernst Joachim von Strachwitz auf Polnisch-Krawarn sowie ab 1839 der Bankier Johann Jacob Lejeune aus Verviers. 
Im Herbst 1820 kehrte der russische Zar Alexander I. auf seiner Anreise zum Troppauer Fürstenkongress im Schlausewitzer Kretscham ein. Im Jahre 1864 bestand die Gemeinde Schlausewitz aus sieben Bauernhöfen, zwei Halbbauern, 17 Gärtnern und 20 Häuslerstellen mit insgesamt 390 Morgen Ackerland. Zum Rittergut gehörten u. a. 600 Morgen Wald mit dem Forsthaus Exnershain und dem Schlausewitz Hegerhaus sowie 498 Morgen Ackerland. Pfarr- und Schulort war Odersch. 
Der Kretscham brannte 1864 nieder; nach dem Wiederaufbau firmierte die Schänke bis 1945 als Historisches Gasthaus, das im Jahre 1820 vom russischen Zaren Alexander I. besucht wurde. Im Jahre 1867 wurde eine Schule in Schlausewitz errichtet. 1869 bestand Schlausewitz aus 52 Häusern und hatte 358 Einwohner. Ab Mai 1874 gehörten die Landgemeinde und der Gutsbezirk Schlausewitz zum Amtsbezirk Odersch. Im Jahre 1900 hatte Schlausewitz 388 Einwohner, 1910 waren es 406. 
Aufgrund des Versailler Vertrages von 1919 wurde Schlausewitz am 4. Februar 1920 als Teils des Hultschiner Ländchens der Tschechoslowakei zugeschlagen. Beim Zensus von 1921 lebten in den 56 Häusern der Gemeinde Služovice/Schlausewitz 432 Personen, darunter 381 Tschechen und 38 Deutsche. Die Gemarkung umfasste eine Fläche von 345 ha. Im Jahre 1930 lebten in den 71 Häusern von Služovice/Schlausewitz 355 Personen. 
Nach dem Münchener Abkommen wurde Schlausewitz am 8. Oktober 1938 zusammen mit dem Hultschiner Ländchen vom Deutschen Reich besetzt. Die Gemeinde gehörte nunmehr zum Landkreis Hultschin, der 1939 dem Landkreis Ratibor in der preußischen Provinz Oberschlesien eingegliedert wurde. Am 17. Januar 1939 wurde Schlausewitz dem wiedererrichteten Amtsbezirk Odersch zugeordnet.
Nach dem Ende des Zweiten Weltkriegs kam Služovice wieder an die Tschechoslowakei zurück. Im Jahre 1950 bestand Služovice aus 80 Häusern und hatte 334 Einwohner. Im Zuge der Gebietsreform von 1960 wurde der Okres Hlučín aufgehoben und die Gemeinde dem Okres Opava zugeordnet. Im selben Jahr wurde Služovice Garnisonsstandort der Tschechoslowakischen Armee. 1970 lebten in den 97 Häusern von Služovice 485 Personen. Die Nutzvieh-Großmastanlage Masospol wurde 1975 in Betrieb genommen. Zum Jahresanfang 1979 erfolgte die Eingemeindung von Vrbka; beide Gemeinden waren zuvor bereits seit dem 1. Mai 1973 von einem gemeinsamen Örtlichen Nationalausschuss geleitet worden. 1991 lebten in den 160 Häusern des Dorfes 636 Menschen. Die Kaserne wurde 1995 geschlossen. Im Jahre 2000 erwarb die Gemeinde das ehemalige Militärobjekt; zum Teil wird es von der Gemeinde selber genutzt bzw. ist an kleine Unternehmen vermietet. Beim Zensus von 2011 hatte die Gemeinde Služovice 790 Einwohner und bestand aus 203 Wohnhäusern; davon lebten 665 Personen in Služovice (173 Häuser) und 125 in Vrbka (30 Häuser).

## Gemeindegliederung
Die Gemeinde Služovice besteht aus den Ortsteilen Služovice (Schlausewitz) und Vrbka (Weidental).
Das Gemeindegebiet gliedert sich in die Katastralbezirke Služovice und Vrbka u Opavy.

## Sehenswürdigkeiten
- Kapelle Mariä Himmelfahrt, geweiht 1997
- Kapelle Johannes des Täufers